# Cardcaptor Sakura: la película
Cardcaptor Sakura: La película (劇場版カードキャプターさくら Gekijō-ban Cardcaptor Sakura?) es una  película animada japonesa dirigida por Morio Asaka y producida por Madhouse y Bandai Visual. La película está basada en la adaptación de la serie de televisión anime de la serie manga Cardcaptor Sakura de Clamp. Escrita por Nanase Ohkawa, la escritora principal de Clamp, se estrenó en los cines japoneses el 21 de agosto de 1999. Ganó el Premio al Mejor Largometraje en los Animation Kobe de 1999. Ambientada entre la primera y la segunda temporada de la serie de televisión, la película sigue a Sakura Kinomoto y sus amigos en su viaje a Hong Kong, donde se encuentran con un espíritu vengativo que fue herido por Clow Reed en el pasado. La película cuenta con un doblaje en español de España, realizado por Estudios Teruel, que se estrenó directamente en formato DVD el 12 de diciembre de 2001. Una segunda película, Cardcaptor Sakura: la película 2, la carta sellada, se estrenó en el año 2000.

## Producción
El mismo equipo de producción que produjo la adaptación televisiva de anime de Cardcaptor Sakura también produjo Cardcaptor Sakura: La Carta Sellada. La película fue animada por Madhouse, producida por Bandai Visual, dirigida por Morio Asaka, escrita por Nanase Ōkawa de Clamp, y contó con diseños de personajes de Kumiko Takahashi, quien basó los diseños en las ilustraciones originales de Clamp. El director artístico de la película fue Katsufumi Hariu, y hubo tres directores de animación: Hitoshi Ueda, Kumiko Takahashi y Kunihiko Sakurai. La música fue producida por Takayuki Negishi, con Masafumi Mima como director de sonido.

## Trama
Sakura Kinomoto, Cardcaptor de las Cartas Clow, sella con éxito la Carta Flecha con la ayuda de sus amigos Shaoran Li, Kero, Tomoyo Daidoji y Meiling Li. Esa noche, Sakura tiene un extraño sueño en el que dos trozos de tela la arrastran bajo el agua. Después de las vacaciones de primavera, Sakura y Tomoyo visitan la tienda "Twin Bells", donde Sakura participa en una lotería para ganar unas vacaciones a Hong Kong. Mientras Sakura coge una bola de lotería, una vuela mágicamente a su mano: la bola ganadora de las vacaciones. Sakura va con Tomoyo, Kero, su hermano mayor Touya y su mejor amigo Yukito Tsukishiro, de quien Sakura está enamorada.
Mientras el grupo recorre la ciudad, Sakura vuelve a tener el sueño, esta vez con dos pájaros malignos y una misteriosa mujer vestida con la ropa flotante. Durante un recorrido por el Jardín de Pájaros de la calle Yuen Po (también conocido como "Calle de los Pájaros"), Sakura avista a los dos pájaros y los persigue por la ciudad, encontrando un antiguo pozo de agua donde emerge la ropa y la hipnotiza. Mientras Sakura se siente atraída hacia el pozo, Syaoran aparece y ahuyenta a los pájaros. Reuniéndose con los demás, incluida Meiling, Sakura es llevada a la finca de la familia Li, donde conoce a las cuatro excéntricas hermanas mayores de Syaoran y a su madre, Yelan, una poderosa hechicera que presiente que Sakura está en peligro. Al pasar la noche, Sakura vuelve a tener el sueño donde la mujer la ataca. Yelan lleva a Sakura afuera y le advierte que la mujer es extremadamente poderosa y que la está contactando deliberadamente. Al día siguiente, Syaoran y Meiling se ven obligados a acompañar a Sakura y al grupo por Hong Kong para ayudarlos si algo sucede. Sakura vuelve a ver a los pájaros y los persigue con Kero. Los persiguen hasta una tienda de antigüedades, donde encuentran un libro viejo con la imagen de la mujer en la portada. Sakura es hipnotizada de nuevo y abre el libro delante de sus amigos, inundando la tienda y transportando al grupo a otra dimensión donde habita la mujer. Se revela que los pájaros son su ropa. La mujer, en realidad una hechicera llamada Madoushi, ataca a Sakura con furia, creyendo que había invocado a Clow Reed, creador de las Cartas Clow. Sakura descubre que sus amigos, excepto Syaoran, han sido hechos prisioneros, y Madoushi exige que Clow venga a cambio de su libertad. Syaoran intenta distraer a Madoushi para que Sakura pueda rescatar a Tomoyo, pero también es capturado. Sakura escapa con Kero y Tomoyo de vuelta a la tienda de antigüedades, pero descubren que el libro ha desaparecido. Kero se da cuenta de que conoce a Madoushi y le explica que era una adivina que Clow la echó del negocio sin querer cuando sus predicciones resultaron ser más acertadas que las suyas. Madoushi lo retó a una pelea tras otra y su odio la ató a otra dimensión, pero probablemente desconocía que era un espíritu. Sakura se da cuenta de que el pozo apareció en la portada del libro y que es otra entrada a la prisión de Madoushi.
Sakura va al pozo donde se encuentra con Yelan, quien rompe el escudo que lo rodea para permitir que Sakura y Kero entren. Sakura se enfrenta a Madoushi, quien usa la magia de los amigos de Sakura para escapar de su prisión, pero queda impactada por la apariencia moderna de Hong Kong. Sakura y Kero la siguen, pero Madoushi captura a Sakura y la mantiene prisionera. Cuando Sakura le cuenta sobre la muerte de Clow, Madoushi, furiosa, intenta ahogarla atrapándola en un rascacielos inundado con su ropa. Sakura usa la Carta Flecha para escapar y confronta a Madoushi, compadeciéndose de la hechicera y confirmando la muerte de Clow. Madoushi se disuelve en agua y fallece, pero libera a los amigos de Sakura. Aunque Toya y Yukito no recuerdan lo sucedido, Sakura les dice a Tomoyo y Kero que quizás tengan que visitar Hong Kong de nuevo en el futuro.

## Elenco
| Personaje                     | Japonés            | Inglés             |
| ----------------------------- | ------------------ | ------------------ |
| Sakura Kinomoto               | Sakura Tange       | Carly McKillip     |
| Tomoyo Daidoji                | Junko Iwao         | Maggie Blue O'Hara |
| Syaoran Li                    | Motoko Kumai       | Rhys Huber         |
| Kero                          | Aya Hisakawa       | Matt Hill          |
| Meiling Li                    | Yukana Nogami      | Nicole Oliver      |
| Touya Kinomoto                | Tomokazu Seki      | Tony Sampson       |
| Yukito Tsukishiro             | Megumi Ogata       | Samuel Vincent     |
| Fujitaka Kinomoto             | Hideyuki Tanaka    | Brian Drummond     |
| Clow Reed                     | Kazuo Hayashi      | Dale Wilson        |
| Yelan Li                      | Kikuko Inoue       | Stevie Vallance    |
| Madoushi / Su Yung            | Megumi Hayashibara | Nicole Oliver      |
| Fudie Li                      | Yuriko Yamaguchi   | –                  |
| Shiefa Li                     | Chiyako Shibahara  | –                  |
| Fanren Li                     | Rika Wakusawa      | –                  |
| Feimei Li                     | Sachiko Sugawara   | –                  |
| Yoshiyuki Terada / Mr. Terada | Toru Furusawa      | Brian Drummond     |
| Maki Matsumoto / Maggie       | Kotono Mitsuishi   | Nicole Oliver      |

## Medios domésticos
Cardcaptor Sakura: La película fue lanzada en VHS, LD y DVD en Japón por Bandai Visual el 25 de febrero de 2000. La película se reestrenó el 25 de noviembre de 2000 en VHS, el 25 de mayo de 2007 en DVD en un conjunto de dos discos con Cardcaptor Sakura: la película 2, la carta sellada, y el 22 de diciembre de 2009 en DVD. Nelvana confirmó en diciembre de 2000 en su página web sus planes de estrenar una película de «Cardcaptors», y lo siguió con un comunicado de prensa en el que decía que estaba prevista para el cuarto trimestre de 2001. La empresa finalmente lanzó una versión doblada al inglés de esta película con Voicebox productions conservando el mismo nombre y los mismos cambios en la historia que su doblaje principal de «Cardcaptor», aunque se dobló sin cortes visuales y se lanzó en ediciones editadas y sin cortes. Esta versión se emitió por primera vez en Teletoon en su Canadá natal el 6 de abril de 2002.  Al igual que con la serie de televisión, Pioneer Entertainment también lanzó la película en vídeo doméstico con el audio original en japonés y subtítulos en inglés. Tanto la versión editada como la sin editar se lanzaron en VHS y DVD el 26 de marzo de 2002. Discotek Media lanzó la película en Blu-ray Disc y DVD el 30 de septiembre de 2014 en Norteamérica. La película se volvió a proyectar en los cines el 21 de enero de 2017 en Japón para celebrar el 20.º aniversario del manga.
La canción principal de la película es «Tōi Kono Machi de» (遠いこの街で?  «En esta ciudad lejana») de Naomi Kaitani. El sencillo que contiene la canción fue lanzado el 11 de agosto de 1999 por Victor Entertainment. La banda sonora original de la película fue lanzada el 25 de agosto de 1999 por Victor Entertainment y contiene un disco y 30 pistas.